# Bald Island (Western Australia)
Bald Island ist eine Insel an der Südküste australischen Bundesstaat Western Australia. Sie ist eine der größten Inseln vor der Südwestküste von Australien.
Auf Bald Island liegt das Bald Island Nature Reserve, ein World Conservation Union Kategorie A Naturschutzgebiet. Dieses wurde 1964 eingerichtet und wird seitdem von  Parks and Wildlife Services verwaltet.

## Geografie
Bald Island ist 4,5 Kilometer lang, und 1,9 Kilometer breit. Sie liegt 1,5 Kilometer von Channel Point, einer Landspitze auf dem Festland, entfernt. Die Insel gehört zum Ort Cheynes.
Der höchste Punkt der Insel liegt 310 Meter über dem Meeresspiegel. Bald Island besteht fast ausschließlich aus Kalkstein. Die Insel wurde durch steigende Meeresspiegel vor 10 000 Jahren isoliert.

## Flora und Fauna
Bald Island ist mit Rottnest Island einer der letzten Orte, an dem freilebende Quokkas leben. Die Population auf der Insel, welche aus S. brachyurus besteht, hat verglichen mit anderen dünnere und kleinere Schwänze und einen leicht anders geformten Kopf. Sie sind außerdem die kleinsten Quokkas. Die Population war für etwa 10 000 Jahre von jener vom Festland isoliert.
Die Insel ist Heimat von fünf Reptilienspezies, einem Gecko und vier Skinken.
Auf Bald Island gibt es 104 verschiedene Pflanzenarten. Die dominante Pflanzenart ist Melaleuca lanceolata, welche Büsche oder kleine Bäume bildet. Agonis flexuosa, ein Baum, bedeckt die oberen Berghänge der Insel, während die exponierteren unteren Hänge von Melaleuca microphylla bedeckt sind. Auch Eucalyptus lehmannii bildet einige Flecken Wald.